# Wieża Eiffla
Wieża Eiffla (fr. tour Eiffelⓘ, wym. [tuʀ ɛˈfɛl]) – obiekt architektoniczny Paryża, uznawany za symbol tego miasta i niekiedy całej Francji. Jest najwyższą budowlą w Paryżu, a w momencie powstania była najwyższą budowlą na świecie.
„Żelazna dama” stoi w zachodniej części miasta, nad Sekwaną, na północno-zachodnim krańcu Pola Marsowego.
Wieżę zbudowano specjalnie na paryską wystawę światową w 1889 roku. Miała upamiętnić setną rocznicę rewolucji francuskiej, zademonstrować poziom wiedzy inżynierskiej i możliwości techniczne epoki oraz być symbolem ówczesnej potęgi gospodarczej i naukowo-technicznej Francji. Projekt podkreślał architektoniczne walory stali, wbrew dominującemu w XIX wieku akademizmowi, który uważał żelazo za prosty materiał budowlany. Projekt wykorzystywał doświadczenia epoki i jej konstruktora, Gustave’a Eiffela, w budowie kolejowych mostów stalowych. Po 20 latach budowla miała być rozebrana, lecz Eiffel nie chciał do tego dopuścić i założył na wieży laboratorium aerodynamiczne i meteorologiczne. Jednak dopiero udane eksperymenty (z udziałem Juliana Ochorowicza, wynalazcy i konstruktora) z umieszczonym na szczycie telegrafem „bez drutu” ocaliły wieżę i odstąpiono od jej demontażu. W przededniu I wojny światowej stała się obiektem militarnym: zapewniała Paryżowi łączność z posterunkami wojskowymi na granicy z Niemcami (do tej pory do komunikacji używano gołębi pocztowych). Zachowana budowla z czasem stała się największą atrakcją turystyczną Paryża, którą zwiedziło już ponad 300 milionów ludzi.

## Opis budowli

Budowa wieży

Jest to ażurowa, nitowana konstrukcja kratowa. Jej elementy zostały wykonane z surówki żelaza poddanej procesowi pudlarskiemu, a następnie kilkakrotnemu przekuciu (tzw. stali zgrzewnej lub żelaza zgrzewnego, „kujnego”) - materiału o wystarczająco wysokiej wytrzymałości na rozciąganie, niezbyt dużej twardości (istotne z uwagi na konieczność wykonania ok. 7 milionów otworów na nity) i stosunkowo dobrej odporności na korozję. Jej całkowita wysokość zmieniała się kilkukrotnie za sprawą zamocowanej na jej szczycie anteny:
| Rok  | Wysokość | Uwagi                                |
| ---- | -------- | ------------------------------------ |
| 1889 | 312,27 m | wysokość do szczytu masztu flagowego |
| 1957 | 320,75 m | wysokość z zamocowaną anteną         |
| 2000 | 324,00 m | wysokość z zamocowaną anteną         |
| 2020 | 330,00 m | wysokość z zamocowaną anteną         |

Jej wysokość zmienia się o 18 cm w zależności od temperatury. Cała konstrukcja wieży składa się z 18 038 części metalowych i około 2,5 mln nitów, jej całkowita masa, razem z betonowymi filarami, wynosi około 10100 ton (masa samej konstrukcji kratownicowej: 7300 ton). Nacisk wieży na podłoże wynosi 4,5 tony/m², a więc zaledwie dwukrotnie więcej niż nacisk wywierany przez kroczącego człowieka.
Konstrukcja wsparta jest na czterech podstawach o boku 25 m każda. Na wysokościach 57,63 m, 115,73 m i 276,13 m znajdują się tarasy widokowe. Zajmuje obszar kwadratu o boku 125 m. Na sam szczyt wieży prowadzi 1665 stopni.
Eiffel przeprowadził wiele obliczeń dotyczących odporności konstrukcji na działanie wiatru. Największa zarejestrowana amplituda kołysania pod wpływem wiatru wyniosła 9 cm w 1999.
W latach 1980–1985 została przeprowadzona renowacja, w wyniku której budowla straciła na wadze 34 tony. Również wtedy zamocowano na wieży nowe oświetlenie składające się z 352 reflektorów, każdy po 1000 W, oświetlających wieżę w nocy (w 2004 wymieniono po raz kolejny lampy, tym razem zastosowano nowocześniejsze i bardziej oszczędne, mające 400 i 600 W). Oświetlenie zamontowane na samej wieży umożliwia zmianę jej wyglądu po zmroku (w okresie świąt państwowych i Nowego Roku). Wieża bywa przyozdabiana małymi lampkami lub podświetlana we francuskie barwy państwowe. W roku 2000 na szczycie wieży zainstalowano na stałe dwa reflektory, które każdej nocy kręcą się jak latarnia morska i są widoczne z odległości 80 km. Co siedem lat, aby zapobiec korozji, wieża jest malowana, do czego zużywa się 50–60 ton farby.
Na wieży dostępne są trzy poziomy widokowe. Pierwszy i drugi są dostępne schodami i windami, trzeci poziom jest dostępny tylko windą.
Wieża Eiffla była najwyższą budowlą świata do 1930 roku, gdy w Nowym Jorku zakończono budowę Chrysler Building o wysokości 318,9 m.

## Historia

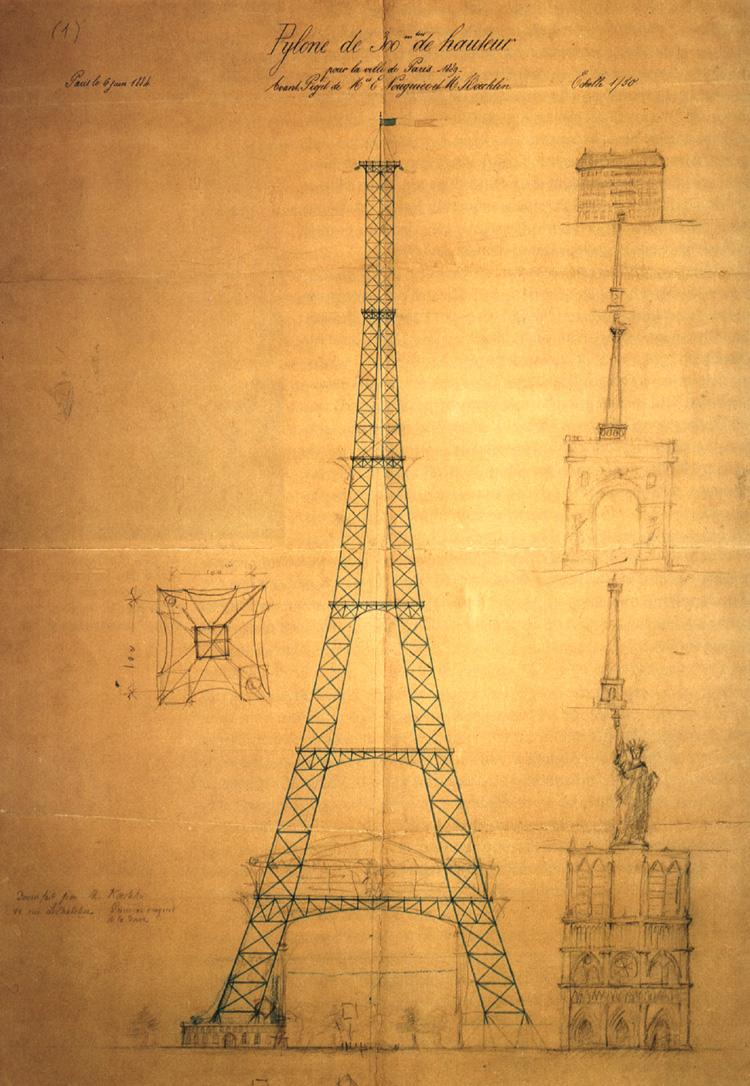
Rysunek wieży Eiffla autorstwa Maurice’a Koechlin (ok. 1884) z porównaniem jej wysokości w odniesieniu do innych jego projektów

Faktycznymi pomysłodawcami konstrukcji wieży byli dwaj pracownicy w biurze Gustave’a Eiffela: Maurice Koechlin i Émile Nouguier. Na początku czerwca 1884 mieli już projekt wieży z wstępnie policzoną konstrukcją. Początkowo Eiffel projektu nie zaaprobował. Dwaj pomysłodawcy zaangażowali znanego architekta Stéphen'a Sauvestre'a, który dostosował surową techniczną konstrukcję do aktualnie panujących gustów. W  dniu 18 września 1884 roku Eiffel, Koechlin i Nouguier zgłosili patent zarejestrowany pod numerem 164364. Z architektem Eiffel zawarł umowę o wypłacie honorarium w wysokości 3% wartości wieży. Projekt został zaprezentowany publicznie. 12 grudnia Eiffel odkupił prawa autorskie od Koechlina i Nouguiera, wraz z prawami do własności intelektualnej projektu, za 2% wartości wieży dla każdego. Budową od roku 1887 kierował Koechlin.
W 1884 został opracowany pierwszy projekt wieży o wysokości 300 m. Spośród wielu propozycji minister handlu, odpowiedzialny za wystawę, wybrał projekt Eiffela. Początkowo planowano wybudowanie wieży w kształcie mostu nad Sekwaną, ale nie mogło to być zrealizowane z powodu złego podłoża na brzegach rzeki. Spośród 107 propozycji lokalizacji wieży ostatecznie zdecydowano się na Pole Marsowe, na którym miała odbyć się wystawa.
W 1886 rozpoczęto prace przygotowujące teren pod budowę. Zbudowano cztery kamienne fundamenty o powierzchni ponad 650 m² każdy i sięgające 14 m pod ziemię od strony Pola Marsowego, a z drugiej strony 8 m. Prace nad fundamentami zakończono 30 czerwca 1887. Już miesiąc po rozpoczęciu prac, 14 lutego 1887, dziennik „Le Temps” opublikował słynny „Protest artystów” przeciwko budowie wieży. Protest podpisało wiele znanych osób, między innymi: malarze Léon Bonnat, William Bouguereau i Ernest Meissonier, poeci François Coppée, Leconte de Lisle i Sully Prudhomme, pisarze Aleksandre Dumas, Guy de Maupassant, Édouard Pailleron i Victorien Sardou, architekt Charles Garnier, kompozytor Charles Gounod, rzeźbiarz Eugène Guillaume. Nie przeszkodziło to jednak w prowadzeniu prac budowlanych zgodnie z planem. Po roku 4 słupy zostały połączone w platformę. Elementy metalowe produkowano w fabryce Eiffela w Levallois-Perret. Po przetransportowaniu ich na plac budowy łączono je według projektu. Pracowano po 10 godzin dziennie. 31 marca 1889 Eiffel wywiesił flagę francuską.
Na budowę wieży przeznaczono (zamiast planowanych 3 mln) 7,8 mln franków, czyli około 65 mln dzisiejszych złotych, z czego około 75% zwróciło się już w ciągu pierwszych 5 miesięcy (do końca roku, w którym zakończono budowę) od otwarcia wieży dla turystów. Dodatkowe zyski były czerpane ze sprzedaży małych figurek w kształcie wieży. Od momentu otwarcia wieżę zwiedziło ponad 300 milionów osób.
Od 30 czerwca 2008 na 2 miesiące, w związku z objęciem przez Francję prezydencji Rady Unii Europejskiej, wieża Eiffla przybrała barwy flagi Unii Europejskiej.
W dniu 14 listopada 2015, po serii zamachów w Paryżu, wieżę zamknięto i nie podświetlono na znak żałoby.

## Galeria

Zdjęcia wieży Eiffla
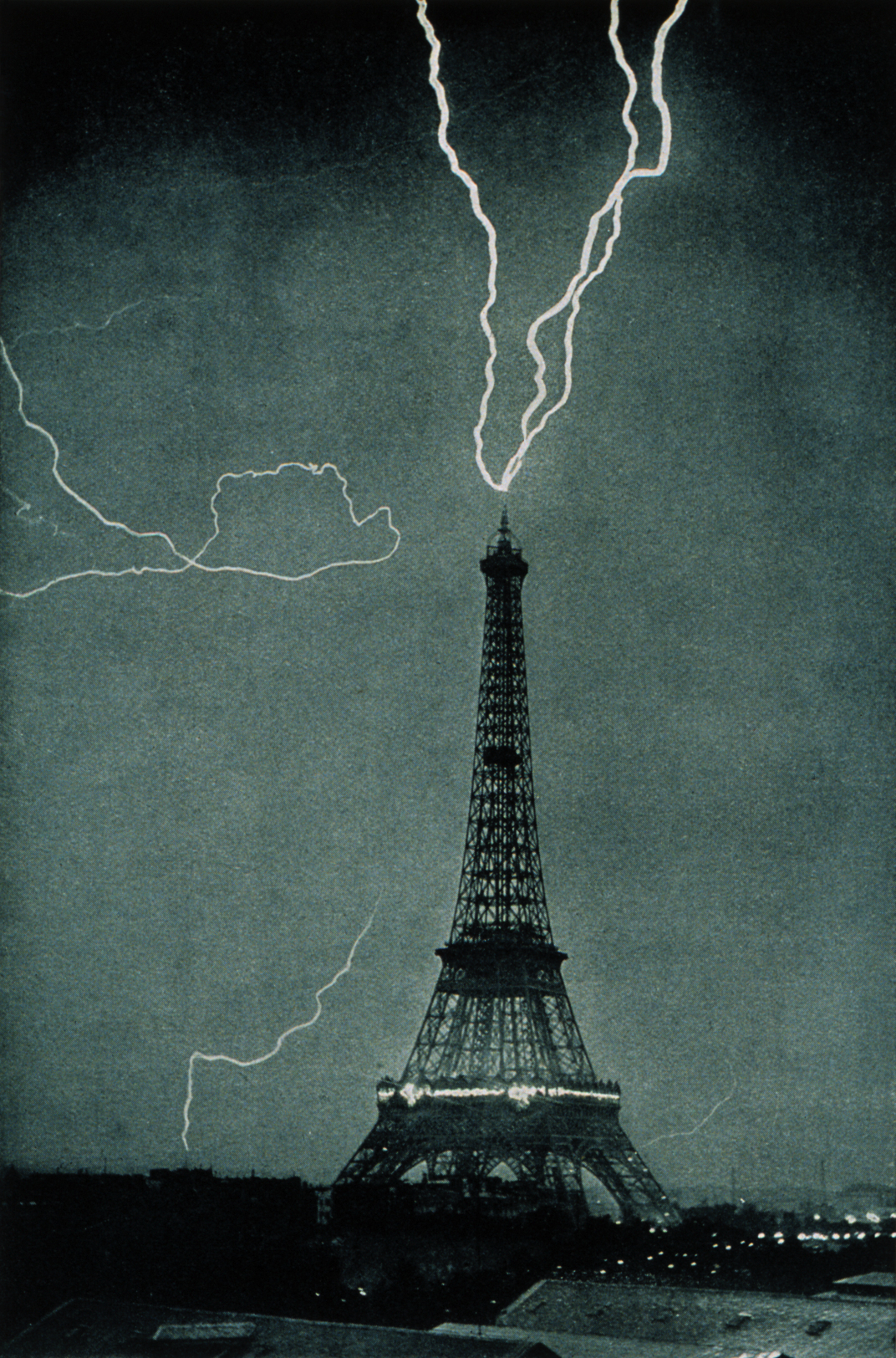
Fotografia z błyskawicą z 1902 r.
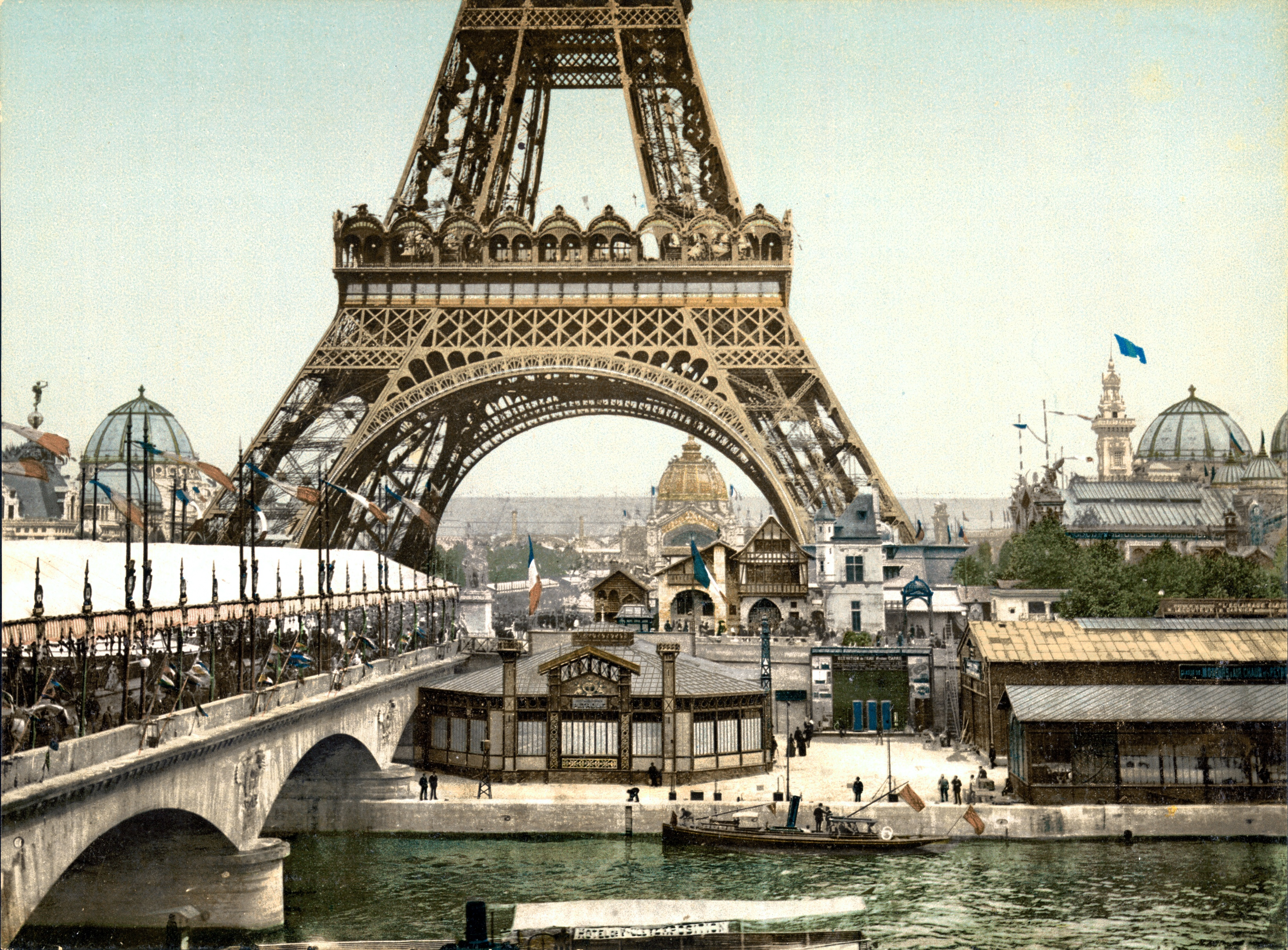
Historyczna, pokolorowana fotografia z wystawy w 1900 r.
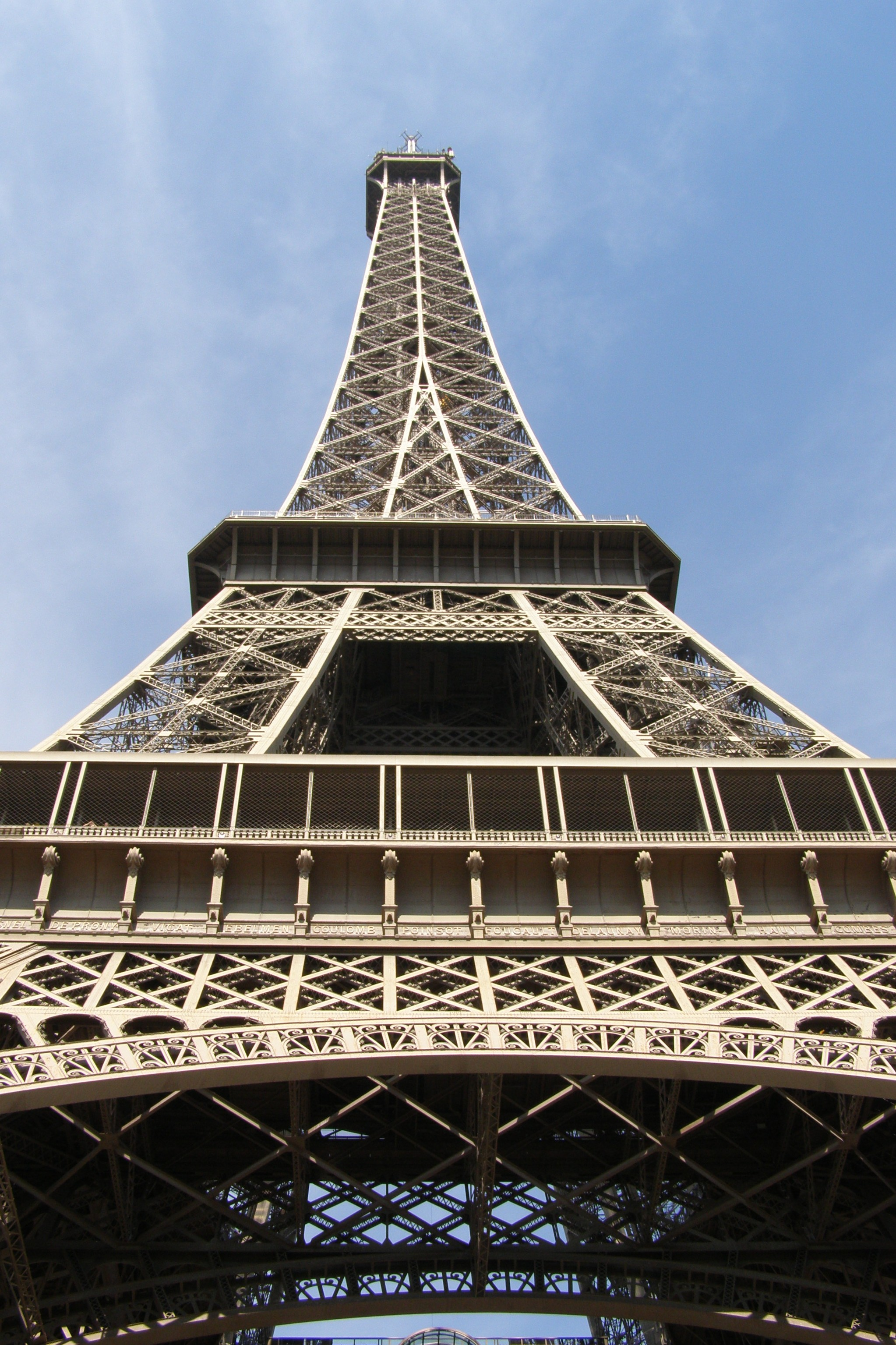
Widok od podstawy
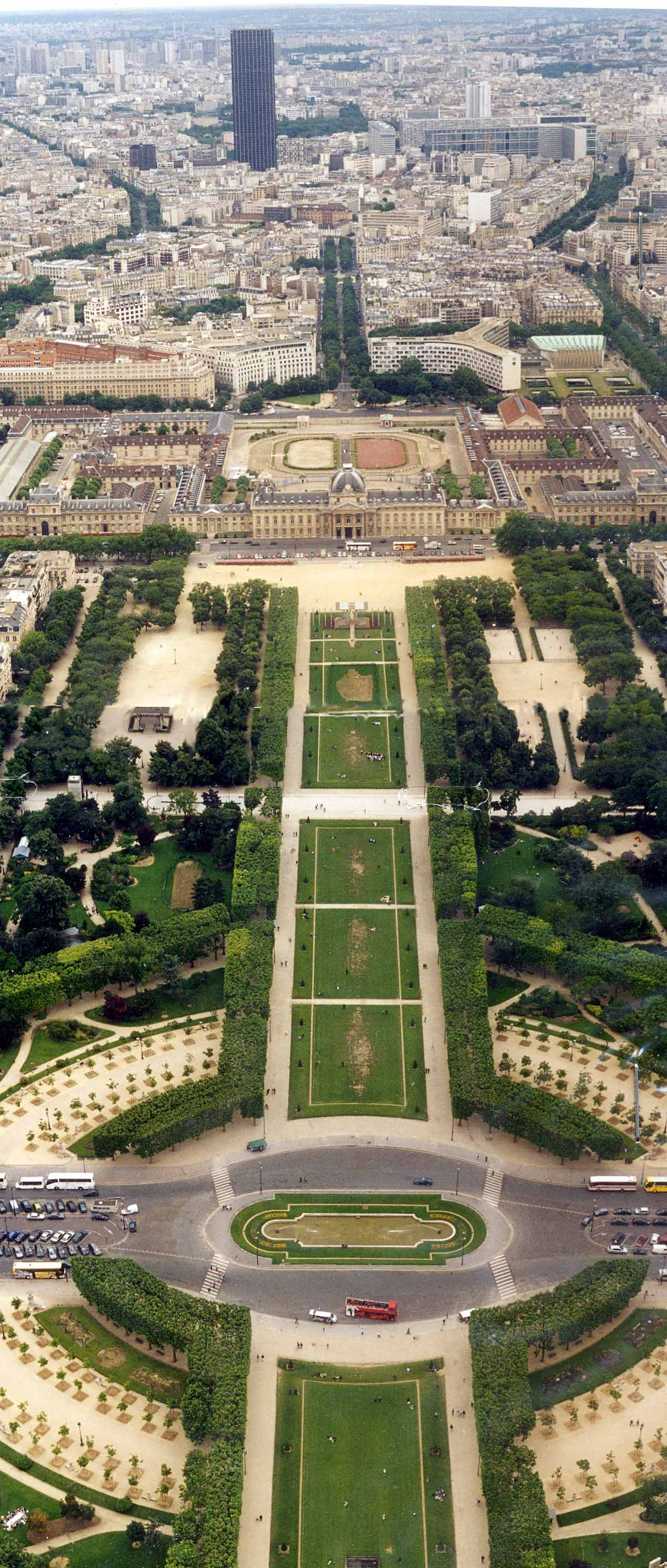
Widok ze szczytu  na Pole Marsowe

## Budowle wzorowane na wieży Eiffla
- Blackpool Tower (1894) i New Brighton Tower(inne języki) (1900, rozebrana), Wielka Brytania[11]
- Watkin’s Tower (1894, nieukończona i rozebrana), Wielka Brytania
- Petřínská rozhledna, Czechy
- Tokyo Tower, Japonia
- ryska wieża radiowo-telewizyjna, Łotwa